# Кронбергер Лілі
Лілі Кронбергер (угор. Kronberger Lily; 12 листопада 1890, Будапешт — 21 травня 1974, Будапешт) — угорська фігуристка, що виступала в роки становлення жіночого одиночного катання. Стала першою в історії чемпіонкою світу з Угорщини.

## Кар'єра
Кронбергер народилася в Будапешті. На першому чемпіонаті світу, на якому офіційно проводилися змагання серед жінок, у 1906 році, Лілі виграла бронзову медаль. У 1907 році знову була бронза. Потім вона чотири рази поспіль (з 1908 по 1911) ставала чемпіонкою світу.
У 1911 році Кронбергер була першою фігуристкою, використала музичний супровід у довільній програмі. Зробила вона це за пропозицією угорського композитора Золтана Кодая.
Кронбергер, яка була єврейкою, в 1983 році була зарахована в Міжнародний єврейський зал спортивної слави. У 1997 році була включена в Зал слави світового фігурного катання.
Померла в Будапешті в 1974 році.

## Спортивні досягнення
| Змагання/Рік     | 1906 | 1907 | 1908 | 1909 | 1910 | 1911 |
| Чемпіонати світу | 3    | 3    | 1    | 1    | 1    | 1    |